# Varvàrivka (Crimea)
|  | Per a altres significats, vegeu «Varvàrovka». |

Varvàrivka (en (ucraïnès): Варварівка) és un poble de la República Autònoma de Crimea a Ucraïna, que el 2014 tenia 595 habitants. Pertany al districte rural de Sovetski.